# Theodoor van Riemsdijk

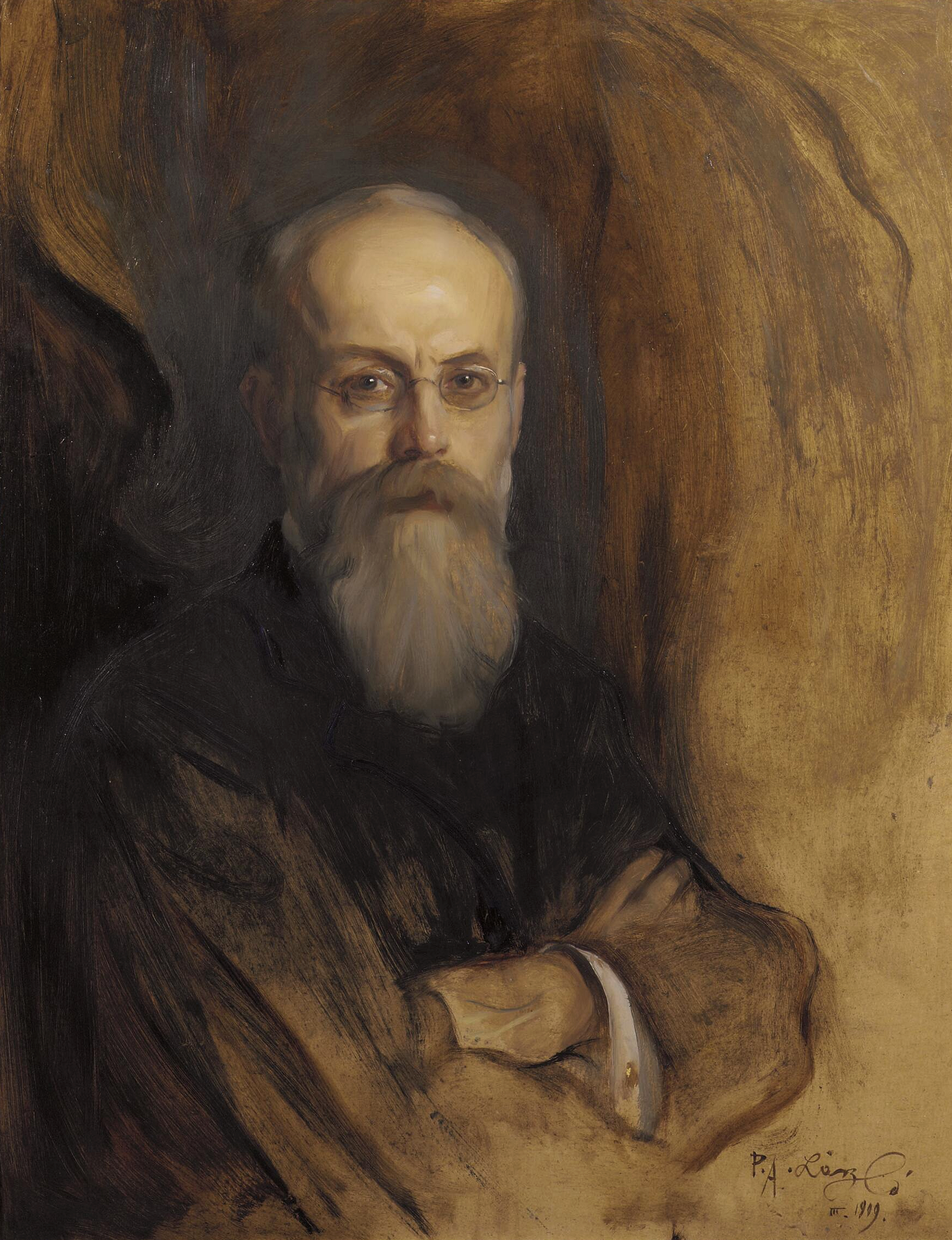
Theodoor van Riemsdijk, geschilderd door Philip Alexius de László in 1909

Jhr. mr. Theodorus Helenus Franciscus (Theodoor) van Riemsdijk (Maastricht, 16 augustus 1848 - Den Haag, 2 maart 1923) was een Nederlandse algemene rijksarchivaris.

## Biografie
Van Riemsdijk werd in 1848 in Maastricht geboren als zoon van de arrondissementsbetaalmeester jhr. Adrianus Willem Gerrit van Riemsdijk en  jkvr. Wilhelmina Cornelia de Jonge. Na zijn gymnasiumopleiding in Utrecht studeerde hij vanaf 1866 rechten aan de Universiteit Utrecht. Na zijn promotie - magna cum laude - in 1874 begon Van Riemsdijk zijn loopbaan als volontair bij het gemeentearchief van Utrecht. Een jaar later werd als archivaris benoemd bij het gemeentearchief van Zwolle. Hij schiep in de twee jaar dat hij hier werkzaam was orde "in den  schromelijken  chaos van  verwarring". In 1877 werd hij benoemd tot rijksarchivaris van Gelderland en tegelijkertijd tot gemeentearchivaris van Arnhem. In 1882 volgende zijn benoeming tot adjunct-rijksarchivaris - direct onder de algemene rijksarchivaris - in Den Haag. In 1887 werd hij benoemd als algemene rijksarchivaris. Van Riemsdijk was meer een wetenschapper dan een ambtenaar. Hij kwam gaandeweg zijn ambtsperiode geïsoleerd te staan. Dat leidde uiteindelijk tot zijn aftreden als algemene rijksarchivaris in 1911. 
Van Riemsdijk trouwde op 15 september 1881 met Maria Catharina Christina Pels Rijcken (1852-1882). Na het overlijden van zijn eerste echtgenote hertrouwde hij op 6 maart 1884 met jkvr. Adriana Jacqueline Marie Loudon (1856-1919). Uit zijn tweede huwelijk werden twee kinderen geboren. Hij overleed in maart 1923 op 74-jarige leeftijd in zijn woonplaats Den Haag. Van Riemsdijk was lid van de Koninklijke Nederlandse Akademie van Wetenschappen en van de Hoge Raad van Adel. 